# Robert McFarlane (fotograf)
Robert McFarlane (1942 – 19. července 2023) byl australský fotograf a fotografický kritik.

## Mládí
Narodil se v Adelaide v jižní Austrálii v roce 1942 a v devíti letech dostal od svých rodičů Billa a Poppy McFarlaneových Kodak Box Brownie. O pět let později, když na Brighton High School (dnes známá jako Brighton Secondary School) na jižním předměstí Adelaide, použil nedávno zakoupený středoformátový dálkoměrný fotoaparát Durst k zachycení snímku učitele, který na školním shromáždění udeřil žáka.
Ačkoli byl McFarlane talentovaný v angličtině a historii, byl nevýrazným studentem a školu opustil v šestnácti letech a našel si práci jako praktikant elektrického svářeče. Byl hluboce ovlivněn putovní výstavou dokumentárních fotografií Lidská rodina, která dorazila do Adelaide v roce 1959.

## Kariéra
Povzbuzen svými zaměstnavateli během krátkého působení v reklamní agentuře, začal vážněji pracovat jako fotoreportér a získal zakázku od Walkabout fotografovat profesora Johna Bishopa, spoluzakladatele Adelaide Festival of Arts. Na stejném úkolu také vytvořil snímky autora Patricka Whitea, tanečníka a choreografa Sira Roberta Helpmanna, herce Johna Bella a malíře Sidneyho Nolana.
V roce 1963 se McFarlane přestěhoval do Sydney, kde pracoval pro The Bulletin a australský Vogue. S umělkyní Kate Burnessovou, která se později stala jeho první manželkou, odcestoval do Londýna a v roce 1969 působil na volné noze pro The Daily Telegraph, The Sunday Times Magazine a časopis NOVA. V roce 1973 se vrátil do Sydney a v roce 2007 nakonec do Adelaide. McFarlane se později znovu oženil s divadelní režisérkou Mary-Ann Vale. Měl dvě děti, Morgan (1974–1994, Kate Burness) a Billyho (* 1990, Mary-Ann Vale).
Ačkoli se McFarlane specializoval na sociální otázky – pracoval na knize dokumentující duševně nemocné. Pořídil také portréty řady významných osobností australského a mezinárodního života. Patří mezi ně kolegové fotografové W. Eugene Smith, Don McCullin, Jeff Carter, Max Dupain, David Moore, Trent Parke a Stephen Dupont; politické osobnosti jako Bob Hawke, Gough Whitlam, Charlie Perkins a Pauline Hanson; proslulý chirurg sir Edward „Weary“ Dunlop; jazzový houslista Stéphane Grappelli; boxer Henry Cooper; a spoluzakladatel Atlantic Records Ahmet Ertegun. Jeho divadelní práce mu umožnila zpracovat řadu her se Stevenem Berkoffem a fotografoval raná představení Geoffreyho Rushe, Cate Blanchettové a Robyna Archera. McFarlane také pracoval jako fotograf pro filmové režiséry jako Bruce Beresford, John Duigan, Gillian Armstrong, Esben Storm, Phillip Noyce a PJ Hogan.
V roce 1985, před dvoustým výročím osídlení Austrálie v roce 1988, byl McFarlane mezi 21 fotografy vybranými, aby žili a pracovali ve vzdálených komunitách domorodců v projektu, který se stal známým jako After 200 Years: Photographic Essays of Aboriginal And Islander Australia Today. Zůstává největším samostatným fotografickým projektem v australské historii a byl publikován jako putovní výstava i jako kniha.
McFarlaneovo dílo se nachází ve stálých sbírkách National Portrait Gallery (Canberra), Australská národní galerie, Umělecká galerie Nového Jižního Walesu, Jihoaustralská umělecká galerie a Australská národní knihovna. Významnou výstavou byla Received Moments, 48letá kariérní retrospektiva, která začala cestovat po Austrálii v prosinci 2009 a skončila v Adelaide koncem roku 2011. McFarlane byl významným přispěvatelem do Candid Camera: Australian Photography 1950–1970 v Jihoaustralské umělecké galerii (květen až srpen 2010), která také představovala práce klíčových australských fotografek a fotografů Maxe Dupaina, Davida Moorea, Jeffa Cartera, Mervyna Bishopa, Rennieho Ellise, Carol Jerremsové a Rogera Scotta.
McFarlane hodně psal o fotografii pro řadu australských publikací a více než 25 let byl fotografickým kritikem pro Sydney Morning Herald. Napsal a spravoval také webovou stránku s názvem OzPhotoReview, blog zaměřený především na výtvarné umění a dokumentární fotografii v Austrálii a zároveň diskutoval o technickém vývoji.

## Rozhodující okamžik
Ačkoli McFarlane sám na toto téma příliš nepsal, jeho myšlenka „ozhodujícího okamžiku“ přitahovala pozornost médií a kurátorů. V určitém vztahu k „rozhodujícímu okamžiku“ Henriho Cartiera-Bressona byla McFarlaneova formulace vnímána jako „jemnější, kontemplativní“. Tím, že naznačuje, že fotograf potřebuje zůstat otevřený okolnímu světu, má také tu výhodu, že obsahuje zárodek fotografické metody. Gael Newton, hlavní kurátor fotografie v Australské národní galerii, napsal o McFarlaneově přístupu a cituje ho, že prohlásil: „Vidím vytváření obrázků jako příjem obrazu. To, kde stojíte, jak fyzicky, tak emocionálně, rozhoduje o tom, jaký druh obrazu budete prostřednictvím fotoaparátu přijímat.“

## Smrt
Robert McFarlane zemřel 19. července 2023.

## Ocenění
V roce 2017 získal cenu Jima Bettisona a Helen Jamesové, kterou uděluje filmový festival v Adelaide ve spolupráci s nadací Bettison and James Foundation.